# 산 블라스역
산 블라스 역(스페인어: San Blas)은 마드리드 지하철 7호선의 역이다. 마드리드 산블라스카니예하스 구의 아르코스와 엘린 지역에 걸쳐 있으며, 포블라두라 델 바예 거리 지하에 위치해 있다. 요금구역상으로는 A구역에 속한다.

## 역사
1974년 7월 17일 7호선의 첫번째 구간 (라스 무사스 - 푸에블로 누에보) 개통과 함께 문을 열었다.

## 환승 정보
역 주변에 버스 정류장이 총 두 곳 있다.
버스
- 시내버스
  - 48, 165번 (주간)
  - N6번 (야간)

지하철
| 마드리드 지하철                  | 마드리드 지하철       | 마드리드 지하철 |
| -------------------------------- | --------------------- | --------------- |
| 라스 무사스 오스피탈 델 에나레스 | 마드리드 지하철 7호선 | 시망카스 피티스 |